# Z 11 Bernd von Arnim
Le Z 11 Bernd von Arnim est un destroyer de la Classe Type 1934A de la Kriegsmarine.
Le nom du navire est un hommage à Bernd Walther Heinrich von Arnim, le capitaine-lieutenant du torpilleur G 42, qui perdit la vie lors du naufrage de son bateau durant la Première Guerre mondiale, le 21 avril 1917.

## Histoire
Juste après sa mise en service, le Z 11 participe au début de la guerre dans la baie de Gdańsk pour le blocage de la flotte polonaise. Fin septembre 1939, il va en mer du Nord faire la guerre de course et intercepte deux cargos danois en direction de l'Angleterre. Le 17 novembre 1939, il prend part à une dépôt de mines dans l'estuaire de la Tamise.
Lors de l'opération Weserübung, qui a pour but l'occupation de la Norvège, le Z 11 transporte des troupes de la Heer et accompagne les croiseurs de bataille Scharnhorst et Gneisenau le 6 avril 1940. Durant le trajet vers Narvik, la flotte rencontre une mer forte et rencontre des difficultés pour faire route et s'éloigne de l'objectif. Dans la matinée du 8 avril 1940, le Bernd von Arnim connaît une avarie de gouvernail, qui faillit le faire chavirer. Peu après, le destroyer britannique HMS Glowworm l'aperçoit et engage le combat. Mais le croiseur lourd Admiral Hipper lui vient en aide et coule le destroyer ennemi.
Le 9 avril 1940, le Z 11 Bernd von Arnim est le premier navire allemand à entrer dans le port de Narvik, mais lors du débarquement des troupes, il est atteint par le navire de défense côtière norvégien Norge qui est à son tour coulé par les destroyers allemands. Après un ravitaillement en carburant par le Jan Wellem, le Z 11 est de nouveau apte au combat le 10 avril et va avec le Z 2 Georg Thiele à l'ouest de Narvik. En apprenant la contre-attaque britannique sur le port de Narvik, les navires reviennent et attaquent cinq destroyers ennemis, dont le HMS Hardy (en) et le HMS Hunter qui sont trop sévèrement touchés et abandonnés. Le Bernd von Arnim encaisse cinq coups au but qui tuent deux marins.
Le navire est en réparation jusqu'au soir du 12 avril puis partiellement opérationnel. Pendant la deuxième attaque britannique sur Narvik le 13 avril 1940, à laquelle participe le cuirassé Warspite, le Z 11 Bernd von Arnim tire toutes ses munitions et se réfugie ensuite dans le fjord de Rombaksfjord (no) en compagnie du Z 9 Wolfgang Zenker et du Z 18 Hans Lüdemann. Les trois destroyers se sabordent pour éviter la capture par les Britanniques.
L'équipage du navire est affecté, toujours sous le commandement du capitaine de corvette Curt Rechel, jusqu'en juin 1940 dans le "Marine-Bataillon Arnim" au sein du secteur de Bjørnfjell le long de la frontière suédoise pour protéger le chemin de fer du minerai vers Narvik.
L'épave du Z 11 Bernd von Arnim est retirée en 1962.